# Rock Master 1993
Rock Master 1993 – międzynarodowe, prestiżowe zawody we wspinaczce sportowej organizowane od 1987 roku we włoskim Arco, których 8 edycja Rock Master odbyła się w dniu 11 września w 1993.

## Uczestnicy
Organizator festiwalu Rock Master's do zawodów wspinaczkowych na sztucznych ścianach (Climbing Stadium Arco), zaprosił wspinaczy, którzy wystąpili w konkurencji;
- prowadzenie (kobiety i mężczyźni).

## Wyniki
Legenda
     * Konkurencje zawodów wspinaczkowych rozegrane tylko w ramach Rock Master 1993 zostały zaznaczone tym kolorem.
     * Zawodnicy (włoscy), organizatora zawodów  zostali zaznaczeni tym kolorem.
W zawodach wspinaczkowych w konkurencji prowadzenie wzięło udział 15 zawodników oraz 8 zawodniczek.

### Prowadzenie
| Mężczyźni |                   |       |
| Miejsce   | Zawodnik          | Wynik |
|           |                   |       |
| złoto     | Elie Chevieux     | 6600  |
| srebro    | François Lombard  | 5280  |
| brąz      | François Legrand  | 4290  |
| 4.        | Yuji Hirayama     | 3630  |
| 5.        | François Petit    | 3366  |
| 6.        | Nicola Sartori    | 3102  |
| 7.        | Fabien Mauzer     | 2838  |
| 8.        | Stefan Fürst      | 0     |
| 9.        | Patxi Arcocena    | 0     |
| 10.       | Severino Scassa   | 0     |
| 11.       | Luca Giupponi     | 0     |
| 12.       | Luca Zardini      | 0     |
| 13.       | Vincent Albrand   | 0     |
| 14.       | Frédéric Coroller | 0     |
| 15.       | Pawieł Samoilin   | 0     |

| Kobiety |                     |       |
| Miejsce | Zawodniczka         | Wynik |
|         |                     |       |
| złoto   | Susi Good           | 4500  |
| srebro  | Robyn Erbesfield    | 3600  |
| brąz    | Julija Inoziemcewa  | 2925  |
| 4.      | Jelena Owczinnikowa | 2475  |
| 5.      | Marietta Uhden      | 0     |
| 6.      | Nanette Raybaud     | 0     |
| 7.      | Natalie Richer      | 0     |
| 8.      | Luisa Iovane        | 0     |